# STC-Sus
STC-Sus（スーパートーコントロールサスペンション）は、日産自動車が開発したパラレルリンク式のストラットを用いる、主に後輪用の独立懸架サスペンション。1987年9月発売の日産・ブルーバード（U12型）に初採用された。
高速走行時の追い越しなどに起こるヨーイングに対し、独特な動きを見せて後輪を制御する。最終的にはヨーイングを早期終焉させることを目的に後輪を制御するが、後輪にはまるで4輪操舵車のように舵角が与えられることもある。それゆえに「パッシブな4輪操舵」とも言えるが、目的はあくまでヨーイングの修正にあるため、この表現が適当であるかは疑問が残る。
FF用に開発された経緯があるが、FF車ベースの4WD車にも採用された。